# Примерный (Ставропольский край)
Приме́рный — хутор в Советском районе (городском округе) Ставропольского края Российской Федерации. Находился в составе муниципального образования «Сельское поселение Восточный сельсовет» (упразднено 1 мая 2017 года).

## География
Расстояние до краевого центра: 201 км. Расстояние до районного центра: 35 км.

## Население
| 1989 | 2002 | 2010 | 2014 |
| ---- | ---- | ---- | ---- |
| 273  | →273 | ↘211 | ↘200 |

По данным переписи 2002 года, 93 % населения — русские.

## Кладбище
Христианское кладбище (общественное открытое). Площадь участка 4266 м².